# Hüseyin Altıntaş
Hüseyin Altıntaş (* 11. September 1994 in Denizli) ist ein türkischer Fußballtorwart.

## Karriere
Altıntaş begann seine Fußballerkarriere bei Denizli Belediyespor. Nach zwei Spielzeiten wurde er von dem professionellen Verein Denizlispor verpflichtet. Seinen ersten Einsatz in einer professionellen Liga hatte Altıntaş in der Saison 2012/13, als er für Belediye Bingölspor in der TFF 3. Lig auflief.
Am letzten Spieltag der Saison 2017/18 absolvierte Altıntaş für Denizlispor seinen ersten Einsatz in der TFF 1. Lig.